# Mastines de Naucalpan

Logo des
C.A. ECA Norte

Mastines de Naucalpan ist die ehemalige Bezeichnung der heute unter dem Namen Naucalpan Halcones F.C. in der viertklassigen Tercera División spielenden Fußballmannschaft aus Naucalpan de Juárez, einem im Bundesstaat México gelegenen Vorort von Mexiko-Stadt. Die Gründung erfolgte 1967.
Der Halcones FC ist ein Filialteam des im Bundesstaat Morelos beheimateten Drittligisten ECA Norte.

## Geschichte
Die Mastines (span. Bezeichnung für Bulldoggen) waren Gründungsmitglied der 1967 eingeführten Tercera División, die anfangs den Stellenwert einer dritten Liga hatte. Am Ende der zweiten Spielzeit 1968/69 gelang den Mastines die Meisterschaft und der damit verbundene Aufstieg in die seinerzeit zweitklassige Segunda División. In dieser waren die Mastines in den Spielzeiten zwischen 1969/70 und 1975/76 für die Dauer von 7 Jahren vertreten. Nachdem sie ihre Zweitliga-Lizenz für die Saison 1976/77 an den Club Morelos veräußert hatten, spielten sie nie wieder zweitklassig.

## Bekannte Spieler
Der bekannteste Spieler des Vereins war der dreimalige WM-Teilnehmer und mehrfache mexikanische Meister Isidoro Díaz, der in der Saison 1971/72 für Naucalpan spielte.